# Nhóm ngôn ngữ Micronesia
Nhóm ngôn ngữ Micronesia là một nhóm ngôn ngữ gồm 20 ngôn ngữ hiện diện ở Micronesia, một phần của nhóm ngôn ngữ châu Đại dương (Oceanic). Ngôn ngữ Micronesia được biết đến với việc thiếu các phụ âm môi "thực sự"; thay vì vậy chúng có những âm môi vòm hóa và âm môi-vòm mềm hóa.

## Phân loại
Theo Jackson năm 1983, năm 1986, nhóm này được phân loại như sau:
- Tiếng Nauru
- Nhóm Micronesia hạt nhân
  - Tiếng Kosrae
  - Nhóm Micronesia trung tâm
    - Tiếng Kiribati
    - Nhóm Micronesia tây
      - Tiếng Marshall
      - Nhóm Truk–Ponapei
        - Truk (Chuuk)
        - Ponapei

Nhóm ngôn ngữ Micronesia dường như có nguồn gốc từ phía đông, có khả năng tại Kosrae, và lan rộng về phía tây. Kosrae dường như đã được khai phá bởi người từ phía nam, ở khu vực phía bắc Vanuatu.